# Nagrada hrvatskog glumišta za izuzetno ostvarenje mladih umjetnika do 30 godina – opereta ili mjuzikl
Popis dobitnika Nagrade hrvatskog glumišta u kategoriji izuzetnog ostvarenja mladih umjetnika do 30 godina - opereta ili mjuzikl. Nagrada se dodjeljuje svake dvije godine. 
1997./1998. Dražen Čuček

2003./2004. Hana Hegedušić

2005./2006. Ronald Žlabur

2007./2008. Vanda Winter

2009./2010. Goran Marković

2011./2012. Šiško Horvat Majcan

2013./2014. Damir Kedžo

2017./2018. Antonija Teskara

2019./2020. Fabijan Pavao Medvešek

2022./2023. Benjamin Šuran